# 崎子頭 (臺南市)
崎子頭，原寫為崎仔頭，是臺灣臺南市東山區的一個傳統地域名稱，位於該區東北部。相較於今日行政區，其範圍大致包括青山里、高原里不含西南端、東原里東北部凸出部分但不含該部分的北端，以及白河區關嶺里東南端。

## 歷史
台灣日治初期，崎子頭地區為一（舊制）街庄，稱為「崎仔頭庄」，隸屬於哆囉嘓東頂堡。該庄北與六重溪庄為鄰，東與後大埔庄為鄰，南邊為下南勢庄，西邊為前大埔庄。
1901年（日治明治三十四年）11月，全台設置二十廳，該庄隸屬於鹽水港廳。1903年（明治三十六年）6月，該庄編入「前大埔區」，隸屬於鹽水港廳。1909年（明治四十二年）10月，合併二十廳為十二廳，前大埔區改隸屬於嘉義廳。1920年（大正九年），廢十二廳改設五州二廳，該庄改制並雅化為「崎子頭」大字，隸屬於臺南州新營郡番社庄（新制街庄）。
戰後番社庄改制為番社鄉，隸屬於臺南縣，大字亦改制為村。1946年，番社鄉改名為東山鄉。1950年雲、嘉、南分治，東山鄉仍隸屬於臺南縣。2010年12月25日，因臺南縣市合併為直轄市臺南市，東山鄉改制為東山區，村亦改制為里。

## 聚落
本地區發展較早的聚落有崎仔頭、樣仔腳、水尾、南藔口、鴨母堀、墩仔腳、埤角、車關藔、竹頭排、二坑仔埔、北藔、李仔園等，在日治期初期的官方地圖上已有記載。

## 交通
市道175號是白河區關子嶺至楠西區楠西市區的道路。
區道南99-1線是大庄至崎腳的道路。
區道南104線是東原至北寮的道路。
區道南104-1線是清山至崁頭山的道路。
區道南104-2線是竹頭排至李子園的道路。

## 學校
- 青山國小